# 鈴木光枝
鈴木 光枝（すずき みつえ、1918年〈大正7年〉7月29日 - 2007年〈平成19年〉5月22日）は、日本の女優。

## 概要
劇団文化座代表を務め、創設メンバーの一人である。
昭和・平成期を代表する新劇女優で、晩年は新劇界の重鎮であった。
北林谷栄、初井言榮と並んで老け役としても著名。

## 来歴・人物
東京府東京市神田区（現:東京都千代田区）出身。東京市立第一高等女学校（現:東京都立深川高等学校）中退。
井上正夫に師事して井上正夫演劇道場入り、1932年に『乳姉妹』で初舞台を踏む。
1942年、後に夫となる佐佐木隆、山村聡、山形勲らと劇団文化座を結成。佐佐木の死後は自らが代表に就任し、日本の新劇界の発展に尽力。
実年齢以上の中年女性役・老女役を多く演じ、北林谷栄、初井言榮とともに「新劇界の三大婆さん（役）女優」と呼ばれて評価されていた。
2007年5月22日、老衰による心不全のため千葉県柏市の病院で死去。88歳。
娘は佐々木愛で、評伝に大笹吉雄著『女優二代 鈴木光枝と佐々木愛』がある。

## 主な受賞歴
- 芸術優秀賞（1975年）
- 紫綬褒章（1982年）
- 勲四等宝冠章（1991年）

## 出演

### 舞台
- おりき
- 越後瞽女日記
- 荷車の歌
- 乳姉妹
- その人を知らず
- 三婆

### 映画
- 怪談せむし男（1965年・佐藤肇監督） - 霊媒
- 典子は、今（1981年） - 富永つね
- ひめゆりの塔（1982年） - 糸洲の老婆
- 白蛇抄（1983年・伊藤俊也監督）
- 男はつらいよ 寅次郎サラダ記念日（1988年・山田洋次監督）
- ザジ ZAZIE（1989年・利重剛監督） - 老姿 役
- 少年時代（1990年・篠田正浩監督）
- こむぎいろの天使 すがれ追い（1999年・後藤俊夫監督）

### テレビドラマ
- NHK連続テレビ小説
  - おはなはん（1966年 - 1967年）
  - 鳩子の海（1974年 - 1975年）
  - マー姉ちゃん（1979年） - 酒田ウメ 役
- NHK大河ドラマ
  - 三姉妹（1967年）
  - 峠の群像（1982年）
  - 徳川家康（1983年） - 大政所 役
- 河童の三平 妖怪大作戦 第8話 ｢呪いの泥人形｣ 蛇老婆 (1968年・テレビ朝日)
- 天皇の世紀 第8話「降嫁」（1971年・ABC）
- ふりむくな鶴吉 第44話「仲秋の名月」（1975年・NHK）
- 虹のエアポート 第11話「情熱」 - 九条華（パイロット）役（1971年・TBS）
- 伝七捕物帳 第111話「はぐれ烏が風に泣く」（1976年、NTV） - お勝 役
- 事件（1978年・NHKドラマ人間模様）
- 親切（1979年3月25日、NHK） - 妙 役
- うちのホンカン 第5作（1981年） - 牧野よね 役
- 御宿かわせみ 第17話「湯の宿」（1981年・NHK）
- 土曜ワイド劇場「松本清張の熱い空気」（家政婦は見た!シリーズの第1作）（1983年・テレビ朝日） - 稲村ツネ 役
- 大奥 第20話「奥様は魔性の女」（1983年・KTV） - 滝川 役
- 新夢千代日記（ドラマ人間模様 1984年・NHK）
- 宮本武蔵（1984年 - 1985年・NHK新大型時代劇） - お杉 役
- 銀河テレビ小説（NHK）
  - 男が家を出るとき（1985年） - 南郷サト 役
- 裸の大将放浪記 第18話「尾道坂道春の雪」（1986年・KTV）
- 女は男をどう変える（1986年・CX）
- 火曜サスペンス劇場「女からの眺め」（1987年・NTV） - 鶴見カズエ 役
- ドラマ女の四季「お姑さん大募集!」（1988年・テレビ東京）
- コラ!なんばしよっと - 岩田まさ 役
  - 第1作（1992年・NHK）
  - 第2作（1993年・NHKドラマ新銀河）
- まばたきの海に 美少女葵・心の旅（1994年） - 杉本キヌ 役
- 藏（1995年・NHK） - 佐野キネ 役

### 人形劇
- ひょっこりひょうたん島（パトラ、アンナポンチ・ドコンジョ）

### 吹き替え
- 愛の交響楽　(<エセル・バリモア>)
- いたずら天使「お医者様には手を出すな」
- 恐ろしき結婚　(シシー<オリーブ・ブラッケニイ>)
- 刑事コロンボ・もう一つの鍵（第7話）
- 自由への闘い　(NHK放送時のタイトル　栄光に死す) ー　(ユナ・オーコーナー)
- 0011ナポレオン・ソロ （第23話）- イーデス役（ジャネット・ノーラン）
- 弁護士ジャッド　「自縛」 - (ヘレン<ジェシカ・タンディ>)
- ロンドン指令X - (アップルビー)
- わが道を行く　テレビドラマ　-  フェザーストーン夫人(Nydia Westman)

### ラジオドラマ
- 海暮色（1977年10月15日、NHK） - ひで 役

## 著書
- 『女優と妻と母と 鈴木光枝・半生の記』、ほんち・えいき共著、草土文化, 1977.10
- 『私が演じた女の生き方』、ささらカルチャーブックス ささら書房, 1986.11

### 伝記
- 大笹吉雄『女優二代・鈴木光枝と佐々木愛』集英社, 2007、※読売文学賞受賞